# Vedia
Vedia Spółka Akcyjna – polskie przedsiębiorstwo handlu hurtowego założone w październiku 2007 roku. Sprzedaje pod własną marką elektronikę użytkową produkowaną na Dalekim Wschodzie. 5 grudnia 2016 roku do warszawskiego sądu trafił wniosek o ogłoszenie upadłości Vedii. Zarząd producenta i dystrybutora elektroniki użytkowej domaga się likwidacji majątku.

## Historia
Vedia powstała w październiku 2007 roku. Zmiana ta miała na celu wprowadzenie do sprzedaży odtwarzaczy z segmentów middle-end oraz high-end.
Od kwietnia 2008 do marca 2017 Vedia notowana była na rynku NewConnect. Kurs otwarcia spółki to wzrost o 525% w stosunku do ceny emisyjnej (z 0,32 zł do 2,0 zł), jednak na zamknięciu sesji akcje kosztowały 1,20 zł. 5 września 2008 kurs spółki wynosił 1,11 zł. 15 września 2009 – wartość jednej akcji wahała się od 0,73 do 0,92 zł.

### Produkcja odtwarzaczy
W maju 2008 roku Vedia ogłosiła rozpoczęcie prac nad własnymi produktami. Specyfikacje techniczne oraz design opracowywane są w Polsce. Produkcja odtwarzaczy zlecana jest współpracującym z firmą Vedia fabrykom sprzętu elektronicznego.

### Spółka zależna
W czerwcu 2008 roku powołana została spółka zależna Vedia Hong Kong Limited. Jako oddział spółki nadzorować będzie prace badawcze i rozwojowe produktów.

## Charakterystyka
Głównym nurtem działalności spółki jest sprzedaż odtwarzaczy mp3 pod marką „Vedia”. W ofercie znajdują się odtwarzacze mp3/mp4 produkowane na zamówienie w Korei i Chinach.
Vedia posiada w ofercie produkty w pięciu kategoriach: A, B, C, M oraz V. W ofercie znajdują się także słuchawki (pchełki, dokanałowe) oraz akcesoria (futerały, ładowarki, transmitery).

## Wyróżnienia
- lipiec 2007 – PC World Komputer „Wybór redakcji” dla odtwarzacza VTec Pro MP640 (obecnie Vedia V19)[6]
- październik 2007 – Click! „Hit Click” dla odtwarzacza VTec Pro V39 (obecnie Vedia V39)[7]
- grudzień 2007 – tech.wp.pl „Rekomendacja” dla słuchawek Vedia SRS-200[8]
- styczeń 2008 – PC Format „Najlepsza jakość” dla odtwarzacza Vedia V39[9]
- styczeń 2008 – CD-Action „Eco” dla odtwarzacza Vedia C3[10]
- styczeń 2008 – Click! „Hit Click” dla słuchawek Vedia SRS-200[11]
- luty 2008 – PC World Komputer „PCWK Poleca” dla odtwarzacza Vedia V39[6]
- luty 2008 – CD-Action „Eco” dla słuchawek Vedia SRS-200[12]
- czerwiec 2008 – Laur Konsumenta, Odkrycie Roku 2008 – za przenośne odtwarzacze audio[13]
- lipiec 2008 – PC World Komputer „Najlepszy zakup” dla odtwarzacza Vedia C6[14]
- sierpień 2008 – Chip „Power Tip” dla odtwarzacza Vedia V39[15]